# Joan Walmsley, Baroness Walmsley

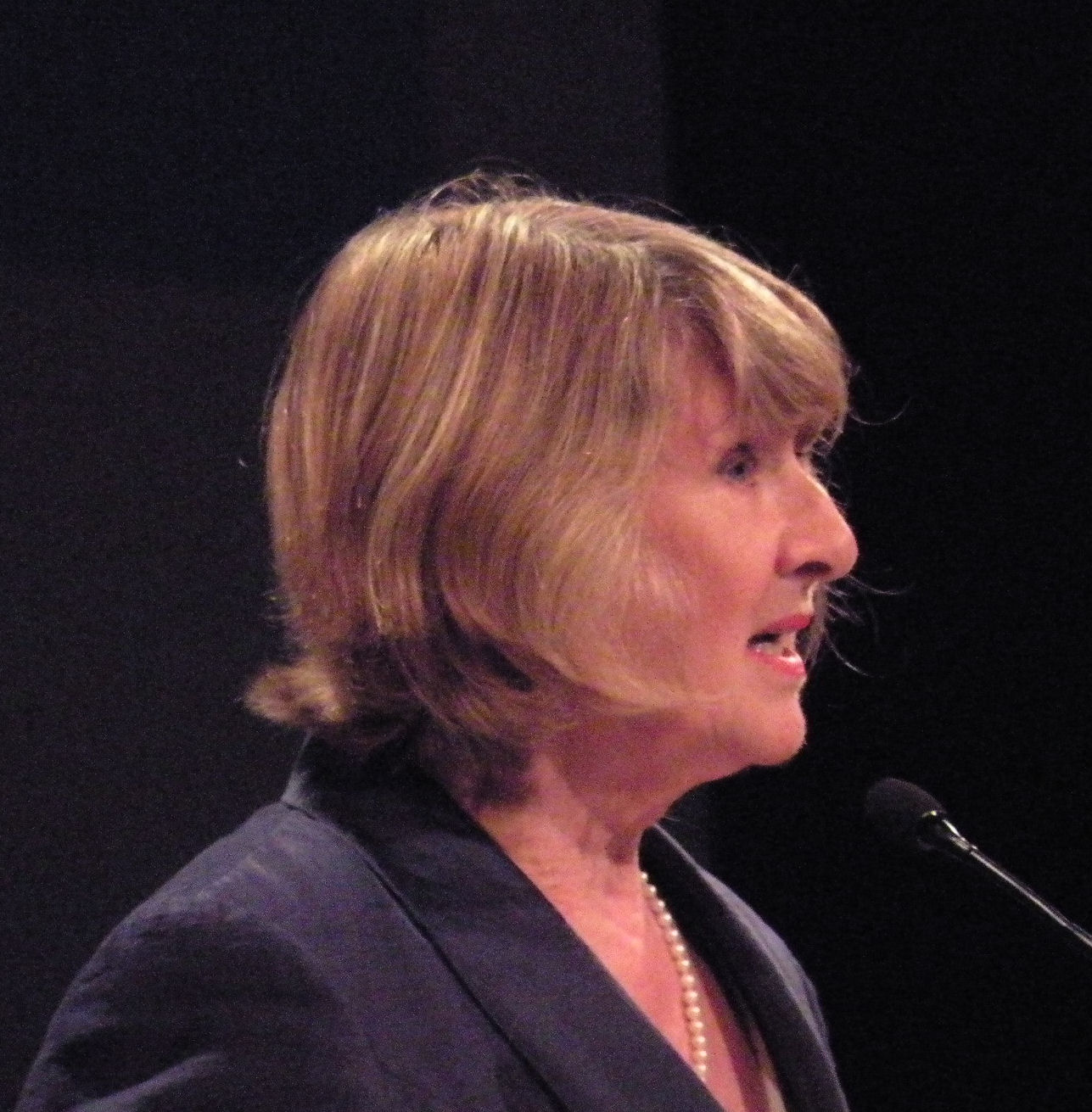
Joan Walmsley, Baroness Walmsley auf dem Parteitag der Liberal Democrats in Bournemouth (2008)

Joan Margaret Walmsley, Baroness Walmsley (* 12. April 1943 in West Derby, Liverpool) ist eine britische Politikerin der Liberal Democrats, die seit 2000 Mitglied des House of Lords ist.

## Leben

### Studium und berufliche Laufbahn
Nach dem Besuch der Notre Dame High School in Liverpool begann Joan Walmsley ein Studium der Biologie an der University of Liverpool und schloss dieses Studium 1966 mit einem Bachelor of Science (B.Sc. Biology) ab. Anschließend arbeitete sie ein Jahr als Zellbiologin am Christie Hospital in Manchester. Nach der ersten Eheschließung 1966 und der Geburt ihrer beiden Kinder widmete sich der Erziehung der Kinder, ehe sie später ihr Studium am Manchester Polytechnic fortsetzte und dieses 1979 mit einem Postgraduate Certificate in Education (PGCE) beendete.
Danach war sie zwischen 1979 und 1986 als Lehrerin am Buxton College, einer Grammar School in Buxton, tätig. 1986 verließ sie den Schuldienst und arbeitete im Bereich Öffentlichkeitsarbeit bei dem Unternehmen, ehe sie zwischen 1996 und 2003 eine eigene PR-Agentur betrieb.

### Erfolglose Kandidaturen für das Unterhaus und Oberhausmitglied
Neben ihrer beruflichen Laufbahn begann Joan Walmsley sich Anfang der 1990er Jahre politisch zu engagieren und kandidierte für die Liberal Democrats bei den Unterhauswahlen am 9. April 1992 erstmals erfolglos für ein Abgeordnetenmandat im House of Commons, und zwar im Wahlkreis Leeds South and Morley. Bei der Wahl vom 1. Mai 1997 bemühte sie sich Wahlkreis Congleton erneut ohne Erfolg für einen Sitz im Unterhaus.
Am 15. Mai 2000 wurde sie durch ein Letters Patent als Life Peeress mit dem Titel Baroness Walmsley, of West Derby in the County of Merseyside in den Adelsstand erhoben. Am 23. Mai 2000 folgte ihre Einführung (Introduction) als Mitglied des House of Lords.
Während ihrer bisherigen Mitgliedschaft im Oberhaus war Baroness Walmsley, die zwischen 2000 und 2003 Mitglied des Konferenzkomitees der Liberal Democrats war, von 2001 bis 2003 Sprecherin der Fraktion ihrer Partei für frühe Bildung, Bildung und Fähigkeiten. Neben ihrer Funktion als Vorsitzende des Frauenverbandes ihrer Partei (Women Liberal Democrats) in den Jahren 2002 bis 2004, war sie von 2003 bis 2004 sowohl Fraktionssprecherin für das Innenministerium (Home Office) als auch Mitglied des Föderalen Exekutivkomitee der Liberal Democrats.
Zuletzt war Baroness Walmsley, die auch Vorsitzende der Organisation Botanic Gardens Conservation International ist, von 2004 bis 2010 Sprecherin der Fraktion der Liberal Democrats für Bildung und Kinder beziehungsweise für Kinder, Schulen und Familien.
Seit 2005 ist sie in dritter Ehe mit Martin Thomas, Baron Thomas of Gresford verheiratet. Damit gehören sie und ihr Ehemann zu den wenigen Paaren in der britischen Geschichte, die aufgrund eines eigenen Adelstitels Mitglied des Oberhauses sind.